# 哈札爾湖尖條鰍
哈札爾湖尖條鰍（學名：Oxynoemacheilus hazarensis），為輻鰭魚綱鯉形目條鰍科尖條鰍屬的其中一種。分布於亞洲土耳其哈扎爾湖流域，體長可達6.5公分，棲息在底層水域，生活習性不明。

## 扩展阅读
維基物種上的相關：哈札爾湖尖條鰍